# Thérésien Cadet

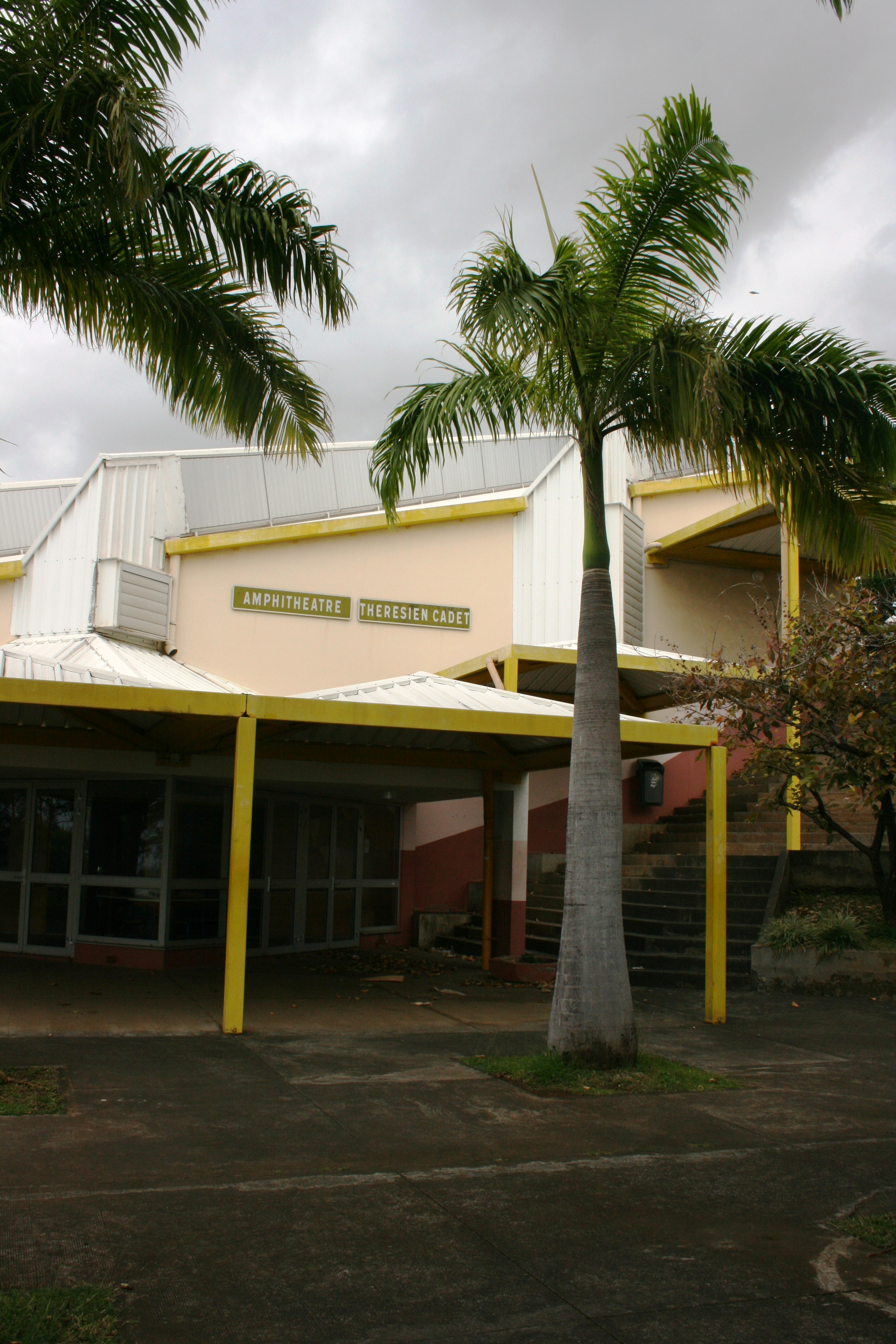
El anfiteatro Thérésien Cadet en el campus de Moufia, Reunión

Prof. Thérésien Cadet fue un botánico de Reunión (departamento de Francia) nacido el 21 de junio de 1937 en Tévelave, Hauts de la comuna de Avirons y fallecido el 2 de febrero de 1987.
Fue profesor de Biología vegetal en la Universidad de La Réunion, especialista y teórico de las formaciones vegetales de las islas Mascareñas; y, fue uno de los autores principales de la Flore des Mascareignes.

## Biografía
Thérésien Cadet provenía de una modesta familia del ámbito rural. Alumno brillante remarcado por sus profesores, se va por primera vez de su isla natal para su bachillerato obtenido en 1956 e ingresando a las clases preparatorias científicas del Liceo Chaptal de París.
Rechaza concursar para el ingreso a los Institutos de preparación a la enseñanza de segundo grado, y prosigue sus estudios en la Facultad de Ciencias de París en tanto que se mantiene como profesor. Será en el curso de sus estudios parisinos que se apasiona por la Botánica. Obtiene en 1961 la agregación en Ciencias naturales.
Retorna a su isla, enseñando en la Escuela Normal y crea el Laboratorio de Ciencias naturales, participando en el desarrollo de la educación universitaria en La Reunión.
Realiza numerosas expediciones botánicas, a islas del océano Índico así como a Kenia realizando prospecciones botánicas comparativas. Más sobre todo desarrolla innumerables estudios a campo en Reunión donde herboriza, recolecta especímenes de plantas, observando los diferentes medios naturales y su funcionamiento. Emprende constituir un herbario contribuyendo y haciendo aportes personales con más de 7000 muestras.
En 1963, asume el interinato de curador del Museo de Historia natural de La Reunión. En 1966, se une al nuevo "Centro de Enseñanza Superior Científica de La Reunión" donde crea el Laboratorio de Biología vegetal.
Realizó el intercambio de correspondencia e intercambio de especímenes con numerosos corresponsales científicos como Kew Gardens y el Muséum national d'histoire naturelle de Paris. Con el sostén de los últimos y con algunos del ORSTOM y de un Instituto de Agronomía de Mauricio, debuta con la redacción de la vasta obra colectiva de la Flore des Mascareignes, que enriquecería la precedente obra de referencia: la Flore de l’île de la Réunion de Cordemoy, publicada ochenta años antes.
Paralelamente, la preparación de su tesis La végétation de l'île de la Réunion le permitió avanzar en una reflexión sobre los ejes de la Ecología y la Fitosociología. Se ocupó en particular en describir los diferentes hábitats naturales de la isla de La Reunión, comprendiendo su funcionamiento y las dinámicas de la vegetación en el contexto de una isla geológicamente joven y aislada, aún con remanentes de fenómenos de vulcanismo y de erosión y sumida en una gran variedad de microclimas. Delimitará y nombrará las grandes unidades de vegetación qu siguen siendo hoy día las referencias fundadoras de la Ecología de La Reunión. Su tesis fue sostenida y publicada en 1977.
Tanto en proseguir en sus trabajos de enseñanza, de herborización y de redacción, se comprometió en la vida local y en la sensibilización sobre la protección del ambiente. Publicó varias obras de vulgarización botánica, aportando su especialización a numerosos organismos (CAUE, ONF, Consejo Económico y Social Regional, etc.), participando en la fundación de la SREPEN (Sociedad de La Reunión de Estudios y de la Protección de la Naturaleza). Fue muy consciente de la necesidad de comprometerse con la utilización de los territorios, defendiendo con mucho de convicción y de obstinación sobre la preservación de los bosques naturales, sosteniendo la necesidad de crear reservas, en particular la Reserva natural del bosque de Mare-Longue en Saint-Philippe.
Tuvo cotidianamente un sostén precioso de su esposa Janine qu fue también su alumna y asistente. Ella realizó, con su rica tradición iconográfica, las acuarelas de orquídeas de una primera serie de 66 planchas Les orchidées de la Réunion que se publicó en 1989.
Thérésien Cadet falleció súbitamente de una crisis cardíaca el 2 de febrero de 1987.

## Obras
Además de numerosísimos artículos botánicos y ecológicos relativos principalmente a las islas Mascareñas y de su colaboración mayor a la realización de la Flore des Mascareignes, Thérésien Cadet produjo su tesis docrtoral que vino a fundar la comprensión moderna de la vegetación de La Reunión :
- La végétation de l'île de la Réunion, étude phytoécologique et phytosociologique, 1977, Doctorado en Ciencias. Aix-Marseille III, Aix-en-Provence, reeditado por la imprenta Cazal, Saint-Denis-de-la-Réunion, 1980

Igualmente escribió varias obras de vulgarización :
- À la découverte de La Réunion, tomo 4, la flora (I), 1980 y tomo 5, la flora (II), 1981,
- Fleurs et plantes de La Réunion et de l'île Maurice, 1981 y 1987, ediciones "du Pacifique"
- Plantes rares ou remarquables des Mascareignes, Agence de coopération culturelle et technique, París, 1984